# شهرداری کوچوه
شهرداری کوچوه (اسلوونیایی: Občina Kočevje) یک شهرداری در جنوب اسلوونی است. مرکز این شهرداری شهر کوچوه است. امروز بخشی از منطقه آماری جنوب شرقی اسلوونی است. از نظر مساحت، بزرگ‌ترین شهرداری در اسلوونی است. این شهرداری با کرواسی هم‌مرز است.